# Škanjac
Škanjac (lat. Buteo buteo), poznat i kao škanjac mišar i obični škanjac, je ptica grabljivica iz porodice jastrebova (Accipitridae).

### Rasprostranjenost
Škanjac je, nakon vjetruše, druga najrasprostranjenija ptica grabljivica u Europi. Na sjeveru Europe i po Rusiji je selica te se tamo dolazi samo gnijezditi, dok je u ostalim dijelovima Europe stanarica. Nalazi ga se na raznim staništima, od šume i rijetko pošumljenih područja preko obrađenih površina do vlažnih staništa kakva su tresetišta i cretovi. Živi na rubovima šuma, gdje gradi gnijezda.

### Veličina i boja
Srednje veličine i raznolike boje perja koja se može kretati od tamnosmeđe do skoro potpuno bijele. Smeđi primjerci su karakteristični po velikim bijelim mrljama s gornje strane krila. Duljina tijela se kreće od 51-57 centimetara, a raspon krila mu je od 110-150 cm. Težak je do 1 kg. Velika krila i širok kratak rep su prilagodba za jedrenje na zračnim strujama (termalima). Ženke su u pravilu nešto veće od mužjaka. Noge su mu kratke sa snažnim kandžama.

### Hrana i način lova
Škanjac obično vreba s povišenog položaja (stupovi uz cestu, telefonski stupovi, stabla) a kad ugleda potencijalnu žrtvu laganim zamasima krila uzima zalet i potom se obrušava. Može ga se vidjeti i kako lebdi iznad jednog mjesta na livadi ili njivi, čekajući da se pojavi plijen. Isto tako, može ga se vidjeti kako hoda po zemlji, tražeći kukce i crve. Sluh mu je vrlo istančan i njime također otkriva plijen. Hrani se uglavnom malim sisavcima, ali zna loviti gmazove, vodozemce, kukce, beskralježnjake, mlade ptice,voluharice, miševe i gujavice. Ponekad se hrane i strvinama, što dovodi do toga da ih optužuju za napade na malu janjad.

### Razmnožavanje
U vrijeme parenja mužjak i ženka škanjca izvode svadbeni let u zraku tako da si nogama dodaju grane. Vrhunac udvaranja je zajednički let isprepletenih nogu. Početkom proljeća ženka u gnijezdo snese najčešće tri jaja. Na njima sjede i mužjak i ženka, a iz njih se izliježu čučavci - mladi ptići koji su slijepi, goli i posve ovisni o roditeljima koji im donose hranu. Tek nakon četrdesetak dana oni postaju samostalni.

## Vanjske poveznice
|  | Zajednički poslužitelj ima stranicu o temi Buteo buteo    |
|  | Zajednički poslužitelj ima još gradiva o temi Buteo buteo |
|  | Wikivrste imaju podatke o taksonu Buteo buteo             |